# Mike Reno
Mike Reno (Joseph Michael Rynoski; 8 de enero de 1955 en New Westminster) es un músico canadiense, popular por su trabajo en la agrupación Loverboy, de la que ha sido el cantante durante toda su trayectoria. Fue el líder de la banda Moxy, antes de unirse a Loverboy.

## Discografía

### Con Loverboy
- Loverboy (1980)
- Get Lucky (1981)
- Keep It Up (1983)
- Lovin' Every Minute of It (1985)
- Wildside (1987)
- Six (1997)
- Just Getting Started (2007)
- Rock 'n' Roll Revival (2012)
- Unfinished Business (2014)